# یوجی یاسو
یوجی یاسو (انگلیسی: Yuji Yaso؛ زادهٔ ۳۱ اکتبر ۱۹۶۹) بازیکن فوتبال اهل ژاپن است.
از باشگاه‌هایی که در آن بازی کرده‌است می‌توان به باشگاه فوتبال گامبا اوساکا، باشگاه فوتبال آلبیرکس نیگاتا، و باشگاه فوتبال ویسل کوبه اشاره کرد.